# Skaryszew
Skaryszew ist eine Stadt im Powiat Radomski der Woiwodschaft Masowien in Polen. Sie ist Sitz der gleichnamigen Stadt-und-Land-Gemeinde mit 14.821 Einwohnern (Stand 31. Dezember 2020).

## Geographische Lage
Die Stadt liegt im Süden der ehemaligen Woiwodschaft Radom, etwa sechs Kilometer südlich von Radom.

## Geschichte
Die erste urkundliche Erwähnung des Ortes stammt aus dem Jahr 1198, andere Quellen nennen 1187. Zu dieser Zeit bestand auch bereits eine hölzerne Kirche. 1228 oder 1230 erhielt Skaryszew Stadtrecht. 1241 wurde die Stadt durch einen Angriff der Tataren zerstört, 1264 aber wieder neu errichtet. 1354 wurde das Stadtrecht durch Kasimir III. bestätigt, 1433 erfolgte die Vergabe des Magdeburger Rechts. Bei der Dritten Teilung Polens 1795 kam Skaryszew an Österreich. Mit der Bildung des Herzogtums Warschau 1809 und nachfolgend Kongresspolens 1815 wurde die Stadt Teil derselben. 1867 entzog Zar Alexander II. der Stadt, wie vielen in Kongresspolen, das Stadtrecht. Nach dem Ersten Weltkrieg wurde der Ort Teil des wiederentstandenen Polens und erhielt 1925 wieder das Stadtrecht verliehen.
Am 8. September 1939 bombardierte die deutsche Wehrmacht die Stadt. Die Besetzung durch die Deutschen dauerte bis zum Einmarsch der Roten Armee im Januar 1945.
Bei einer Verwaltungsreform kam die Stadt 1975 zur neu gebildeten Woiwodschaft Radom. Mit deren Auflösung ist Skaryszew seit 1999 Teil der Woiwodschaft Masowien.

### Pferdemarkt Skaryszew
1433 erteilte König Władysław II. Jagiełło dem Dorf das Marktprivileg für einen großen Pferdemarkt im Jahr. Der Pferdemarkt ist heute der größte seiner Art in Polen.

### Einwohnerentwicklung
In der ersten Hälfte des 19. Jahrhunderts lebten in Skaryszew 800 Menschen in 126 hölzernen Häusern. Die Zahl stieg in der zweiten Hälfte des Jahrhunderts auf 1300 an. Vor dem Ausbruch des Zweiten Weltkriegs wurden 3129 Einwohner gezählt.

## Gemeinde
Zur Stadt-und-Land-Gemeinde (gmina miejsko-wiejska) Skaryszew gehören die Stadt selbst und eine Reihe von Dörfern mit Schulzenämtern.

## Verkehr
Die Stadt Skaryszew liegt an der Landesstraße 9, zugleich Europastraße 371. Nach etwa sechs Kilometern in nördliche Richtung endet diese Straße in Radom, in südlicher Richtung führt die Straße nach Rzeszów.
Skaryszew besitzt keinen Anschluss an das Schienennetz. Die nächste Bahnstation befindet sich in Radom. Nach Radom besteht eine Linienbusverbindung.
Der nächste internationale Flughafen ist der Frédéric-Chopin-Flughafen Warschau. Er liegt etwa 100 Kilometer nördlich.

## Söhne und Töchter der Stadt
- Ewa Kopacz (* 1956), Politikerin, von September 2014 bis November 2015 Ministerpräsidentin Polens.